# Fronte Nazionale (Colombia)
Il  Fronte Nazionale (spagnolo: Frente Nacional) o semplicemente FN è stata una coalizione politica colombiana di centro-destra tra il 1958 e il 1974.
La coalizione si basava su un patto di alternanza del potere fra il Partito Liberale Colombiano e il Partito Conservatore Colombiano.
In Colombia ci si riferisce al Frente Nacional anche come periodo storico, identificando con il patto di coalizione nei 16 anni di storia del paese intercorsi sotto di esso.